# Parque Monceau
El parque Monceau (en francés: Parc Monceau') es un parque urbano de París situado principalmente en el VIII Distrito. 

## Historia
El parque fue mandado construir por Felipe de Orleans, duque de Chartres en un terreno cercano al poblado de Monceau en 1778. El diseño fue obra de Louis de Carmontelle, un paisajista amante del estilo inglés que creó en pleno corazón de París un jardín muy alejado del estilo formal y ordenado imperante en el país. El parque fue conocido inicialmente bajo el nombre de la Folie de Chartres (la locura de Chartres), dado que el duque mandó construir en el lugar réplicas a pequeña escala de algunas de las construcciones más características de otras culturas, como una pirámide egipcia, un molino holandés, una granja suiza, una pagoda, un castillo gótico, un minarete, diversas construcciones chinas o un templo romano que aparecía diseminado a lo largo del recinto. En 1778, tras adquirir varios terrenos cercanos el parque, alcanzó la que sería su máxima extensión: 12 hectáreas. 
En plena Revolución francesa, Luis Felipe II de Orleans (llamado en aquel momento Felipe Igualdad) fue guillotinado y el parque pasó a manos públicas. Se construyó entonces la rotonda del jardín, obra de Claude-Nicolas Ledoux.

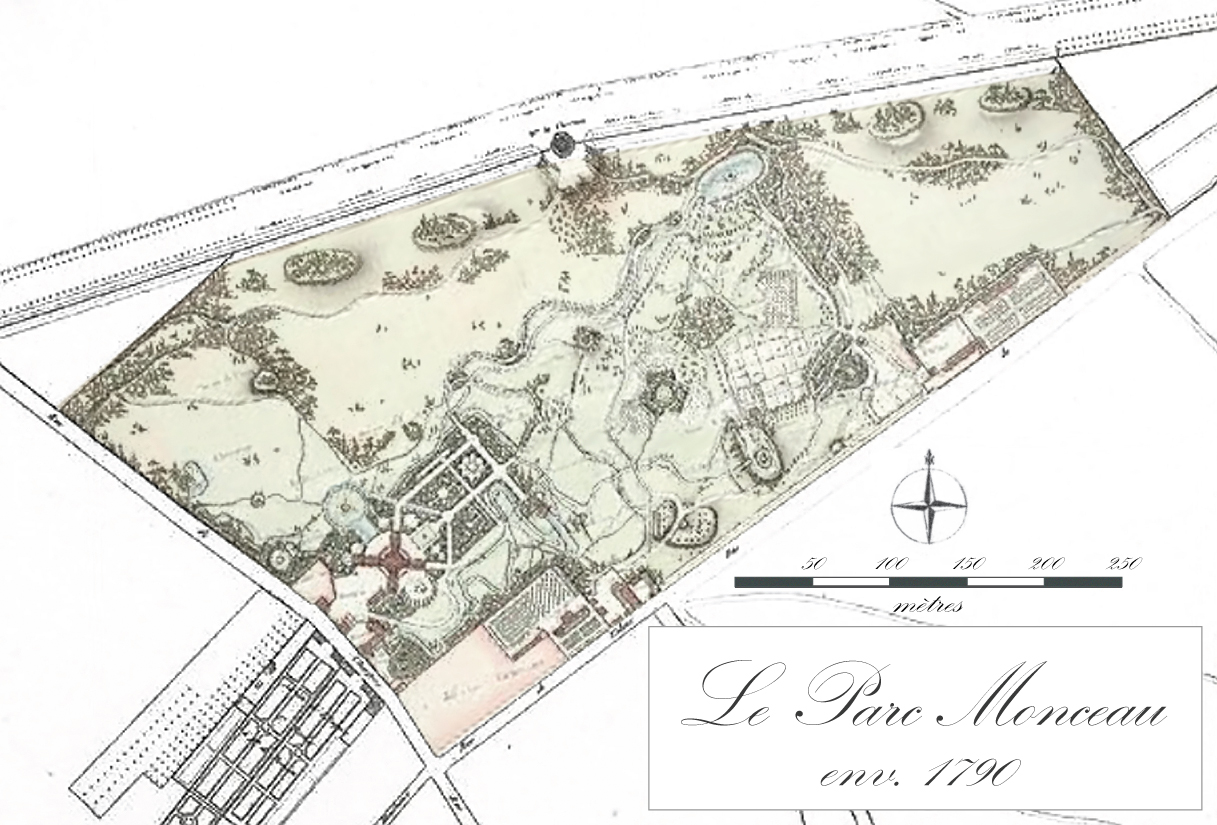
Planta del parque

El 22 de octubre de 1797 fue escenario del aterrizaje de André Jacques Garnerin, quien se lanzó desde un globo en un rudimentario paracaídas desde una altura de 350m ante un público que se temía lo peor. Este hecho fue considerado como el primer salto en paracaídas de la historia.   
En 1860 el parque, que había regresado a manos reales tras la Restauración, fue comprado por la ciudad de París. Aunque la mitad del recinto fue vendido para edificar en él, gracias al Barón Haussmann, la otra mitad se salvó convirtiéndose en un parque semipúblico que inauguró Napoleón III el 13 de agosto de 1861 tras las obras realizadas por Jean-Charles Alphand (encargado de los parques de París).
Durante las revueltas que dieron lugar a la Comuna, especialmente durante la conocida como Semana sanguinaria (Semaine sanglante), el parque fue uno de los escenarios de las duras represalias llevadas a cabo contra los partidarios de la Comuna.
Claude Monet pintó entre 1876 y 1878 varios cuadros sobre el parque. 
En la actualidad es un lugar turístico y zona de recreo habitual para los habitantes de París, que lo usan a menudo para practicar footing..

## Diseño actual
El parque en su diseño actual abarca una superficie de 82 506 m². Aunque ha perdido muchas de las construcciones fantasiosas que poseía, aún conserva una pirámide y la célebre Naumaquia (un estanque rodeado de columnas corintias). Permanecen también la rotonda que construyó Claude-Nicolas Ledoux y el pabellón de Chartres, usado en su momento como puesto de vigilancia. Entre su abundante vegetación, y diseminadas por el lugar, se encuentran las estatuas de mármol de músicos y escritores tan conocidos como Guy de Maupassant obra de Verlet, Frédéric Chopin realizada por Jacques Froment Thomas, Charles Gounod esculpida por Antonin Mercié, Ambroise Thomas de Alexandre Falguière o Édouard Pailleron, obra de Léopold Bernstamm. El parque conserva a su vez el vallado de hierro forjado realzado con dorados que se creó en 1861. En la mitad del parque vendida en su día para su edificación se encuentra hoy el Museo Cernuschi, de arte asiático, y el Museo Nissin de Camondo, con colecciones de mobiliario y objetos del siglo XVIII.

## Galería de imágenes

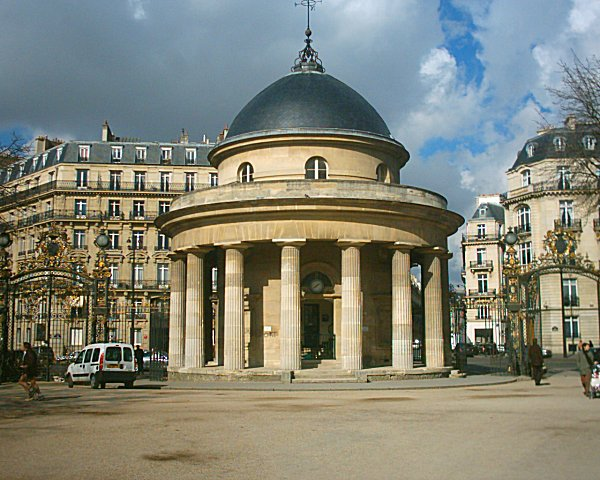
La rotonda.
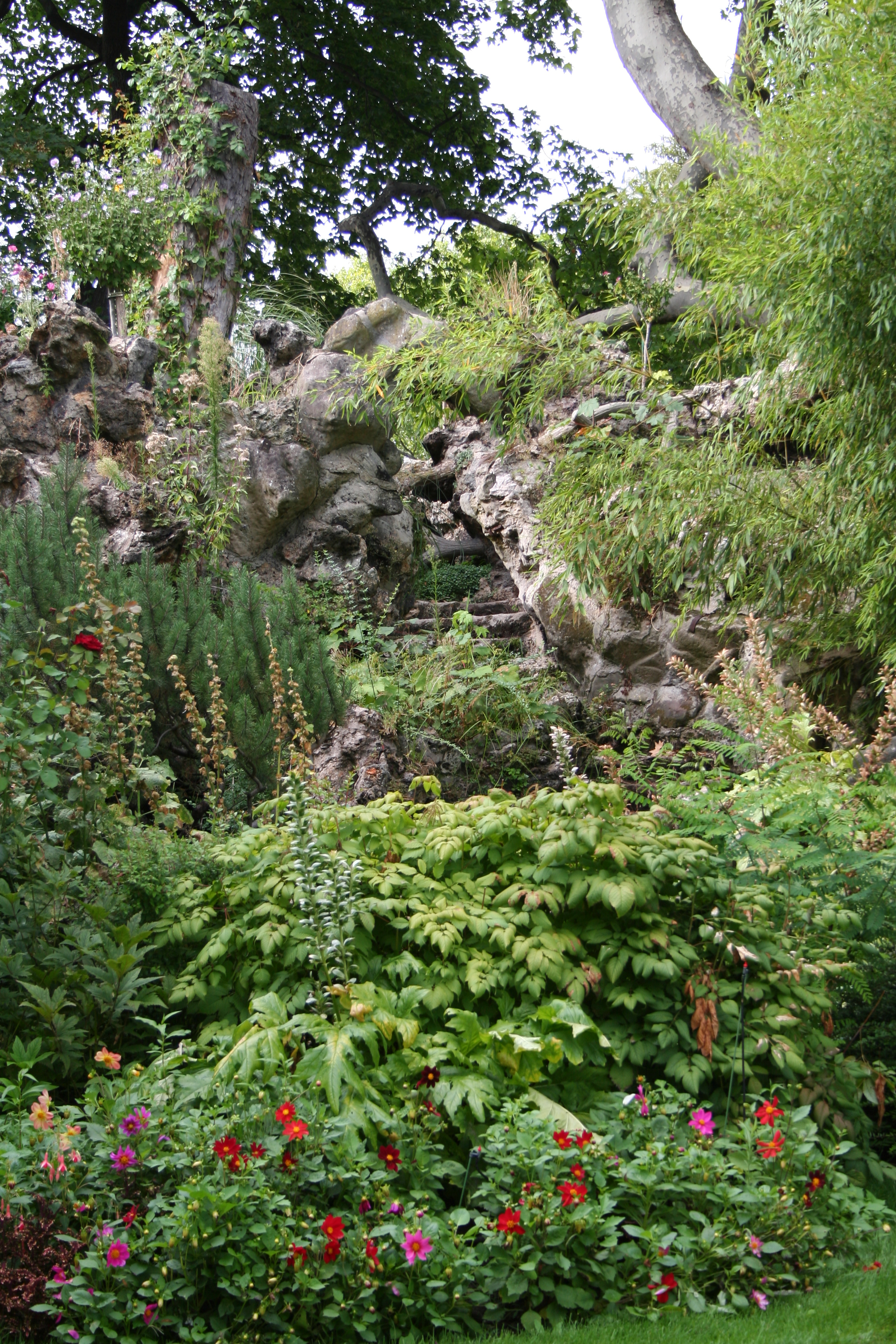
Vegetación del parque.
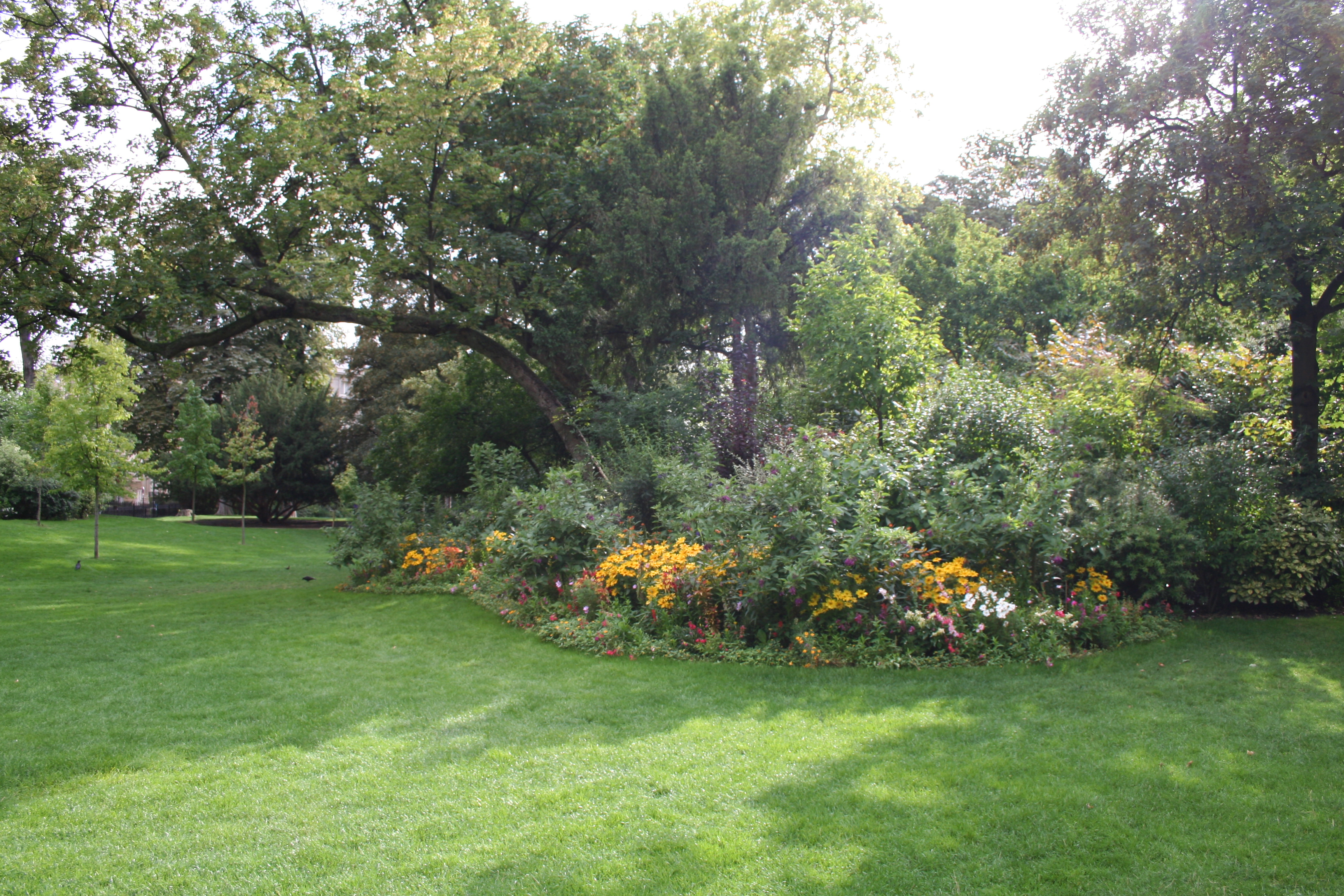
Vegetación del parque.
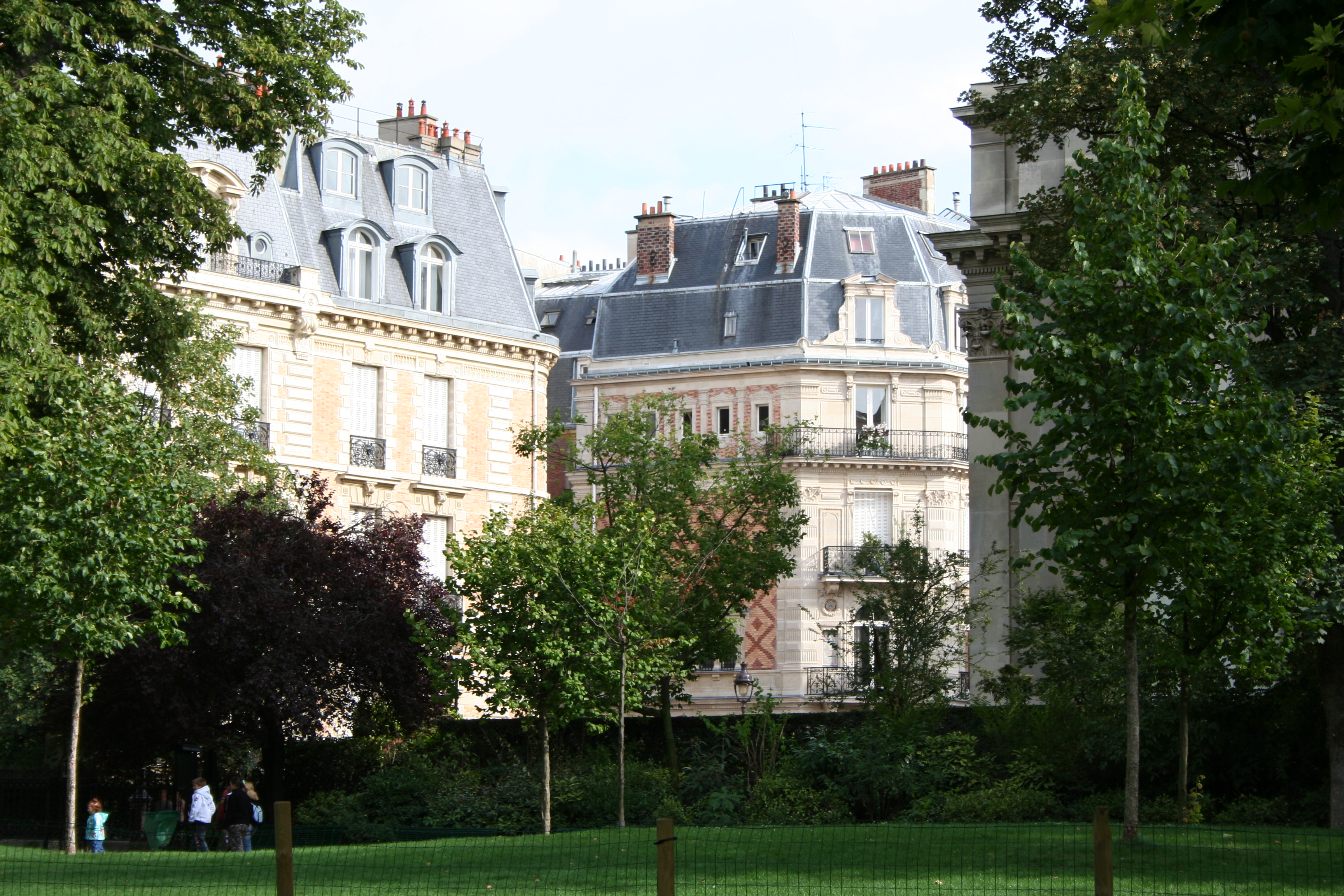
Los edificios de lujo que rodean el parque.

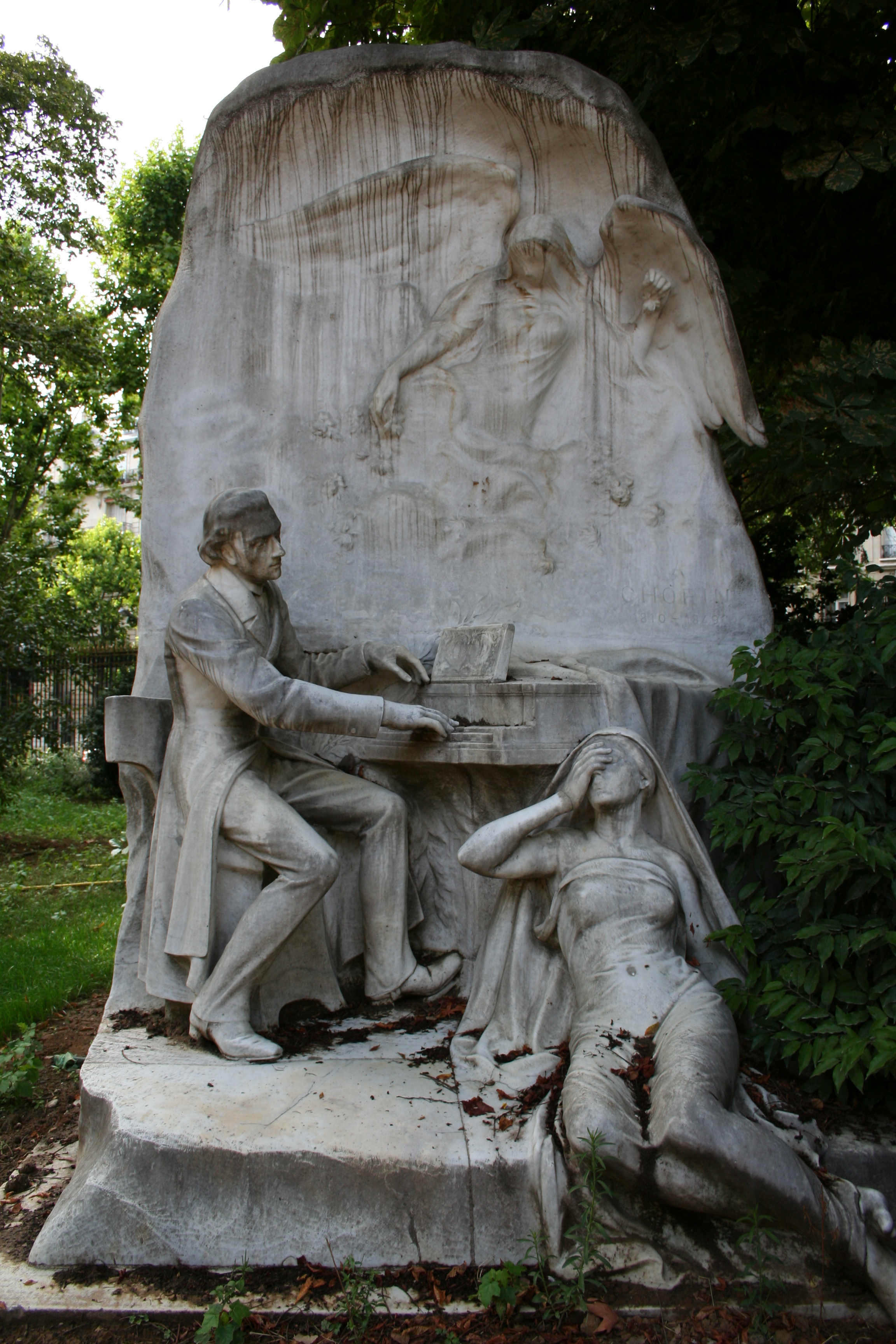
La estatua dedicada a Frédéric Chopin.
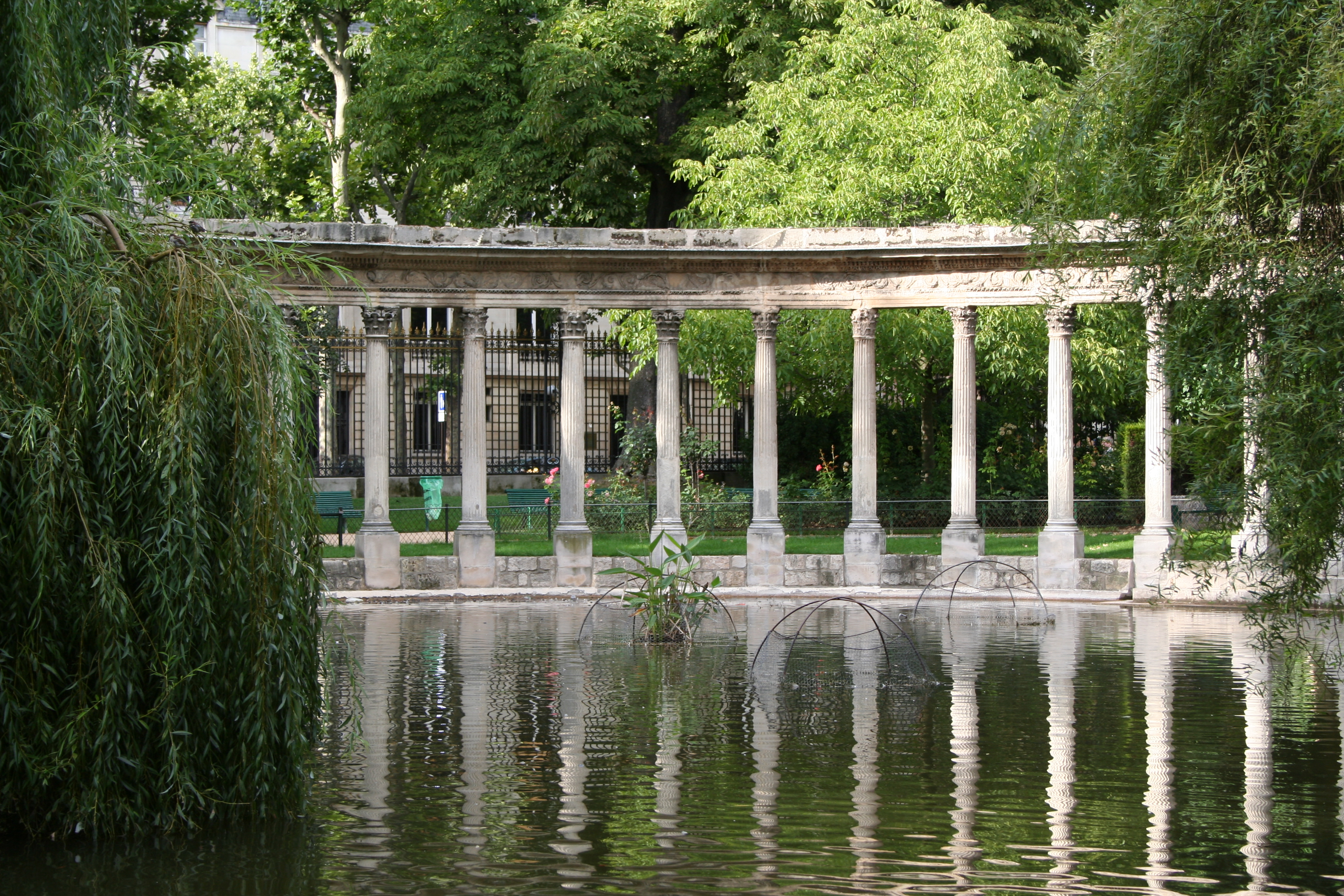
La Naumaquia.
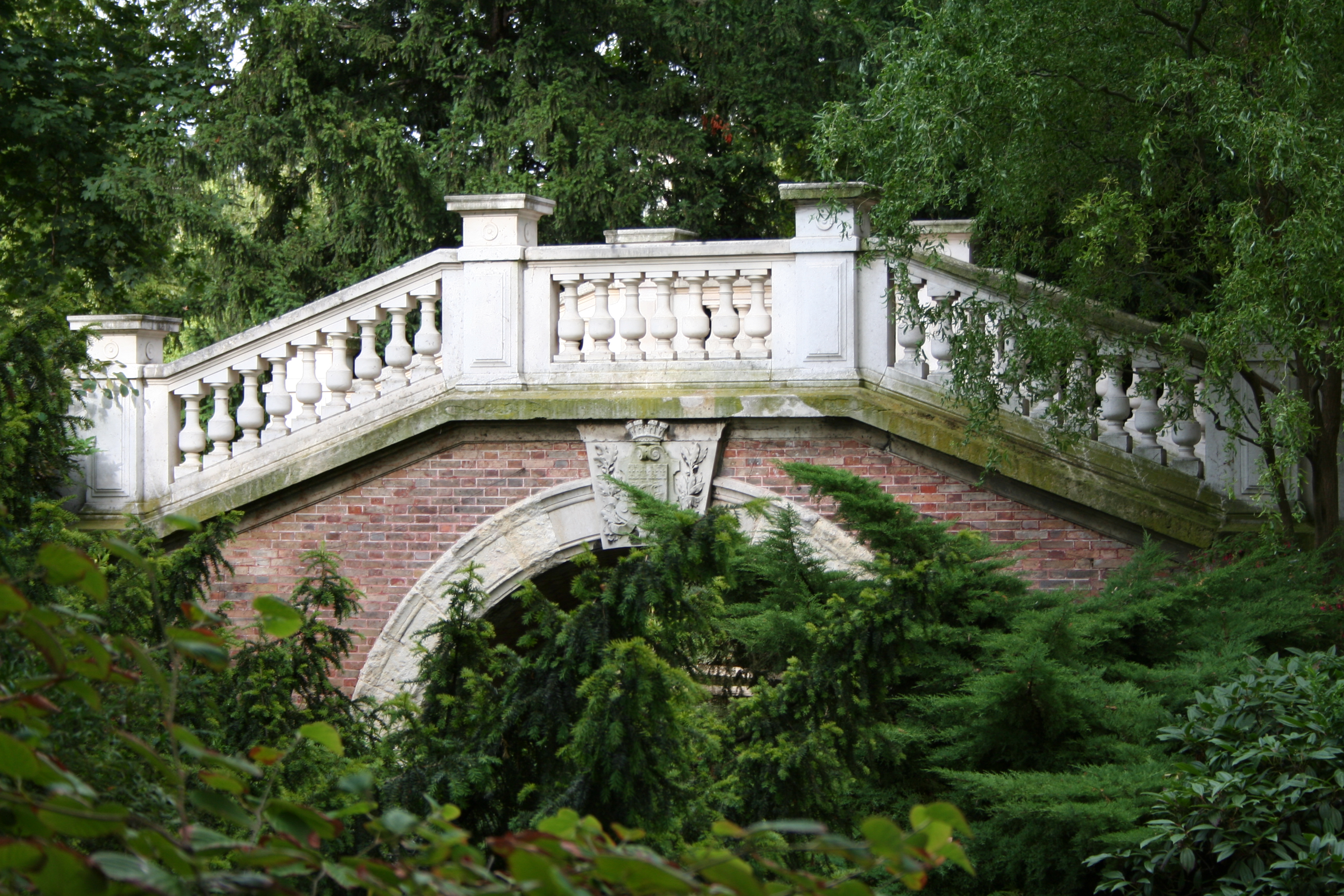
Puente situado en el interior del parque.
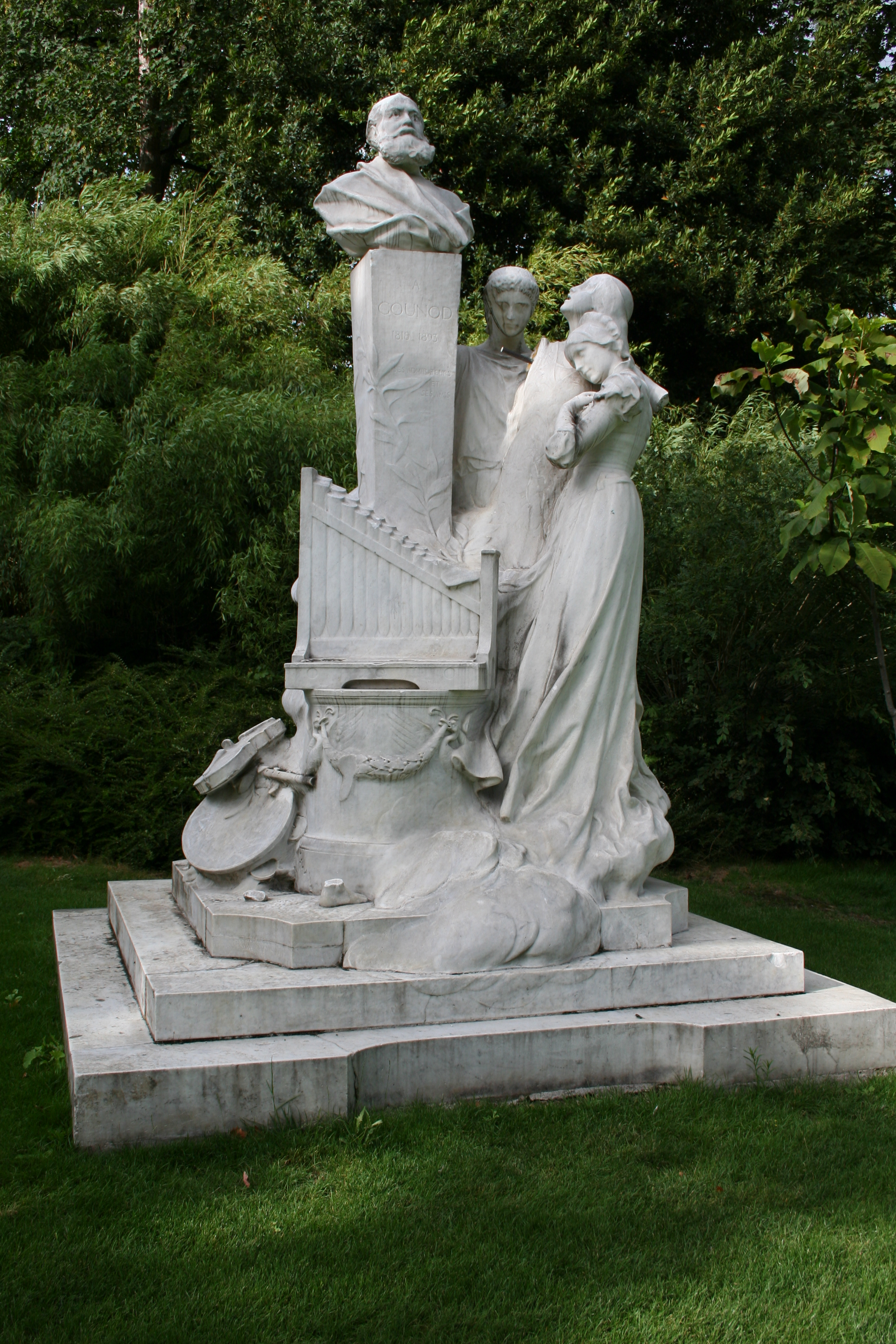
La estatua dedicada a Charles Gounod.